# (181711) 1993 SC9
(181711) 1993 SC9 là một tiểu hành tinh vành đai chính. Nó được phát hiện bởi Henri Debehogne và Eric Walter Elst ở Đài thiên văn La Silla ở Chile ngày 22 tháng 9 năm 1993.